# Xiyang (sockenhuvudort i Kina, Yunnan Sheng, lat 24,46, long 102,29)
Xiyang (kinesiska: 夕阳) är en sockenhuvudort i Kina. Den ligger i provinsen Yunnan, i den sydvästra delen av landet, omkring 78 kilometer sydväst om provinshuvudstaden Kunming. Antalet invånare är 7 526. Befolkningen består av 3 597 kvinnor och 3 929 män. Barn under 15 år utgör 18,0 %, vuxna 15-64 år 67 %, och äldre över 65 år 13,0 %.
Runt Xiyang är det tätbefolkat, med 459 invånare per kvadratkilometer. Närmaste större samhälle är Dianzhong, 9,3 km sydväst om Xiyang. I omgivningarna runt Xiyang växer i huvudsak blandskog.
Genomsnittlig årsnederbörd är 1 000 millimeter. Den regnigaste månaden är juni, med i genomsnitt 192 mm nederbörd, och den torraste är februari, med 9 mm nederbörd.